# Go-Ichijō Tennō
Go-Ichijō Tennō (後一条天皇?) (12 de octubre de 1008-15 de mayo de 1036) fue el 68.º emperador de Japón, según el orden tradicional de sucesión. Reinó entre 1016 y 1036. Antes de ser ascendido al Trono de Crisantemo, su nombre personal (imina) era Príncipe Imperial Atsuhira (敦成親王 Atsuhira-shinnō?). También fue conocido como Príncipe Imperial Atsunari.

## Genealogía
Fue el segundo hijo del Ichijō Tennō y su madre fue hija de Fujiwara no Michinaga.

### Hijos
- Princesa Imperial Akiko (章子内親王) (1026-1105), Emperatriz (Chūgū) del Emperador Go-Reizei
- Princesa Imperial Kaoruko (馨子内親王) (1029-1093), Emperatriz (Chūgū) del Emperador Go-Sanjō

### Emperatrices y consortes
- Emperatriz (Chūgū): Fujiwara no Ishi (藤原威子) (999-1036), tercera hija de Fujiwara no Michinaga.

## Biografía

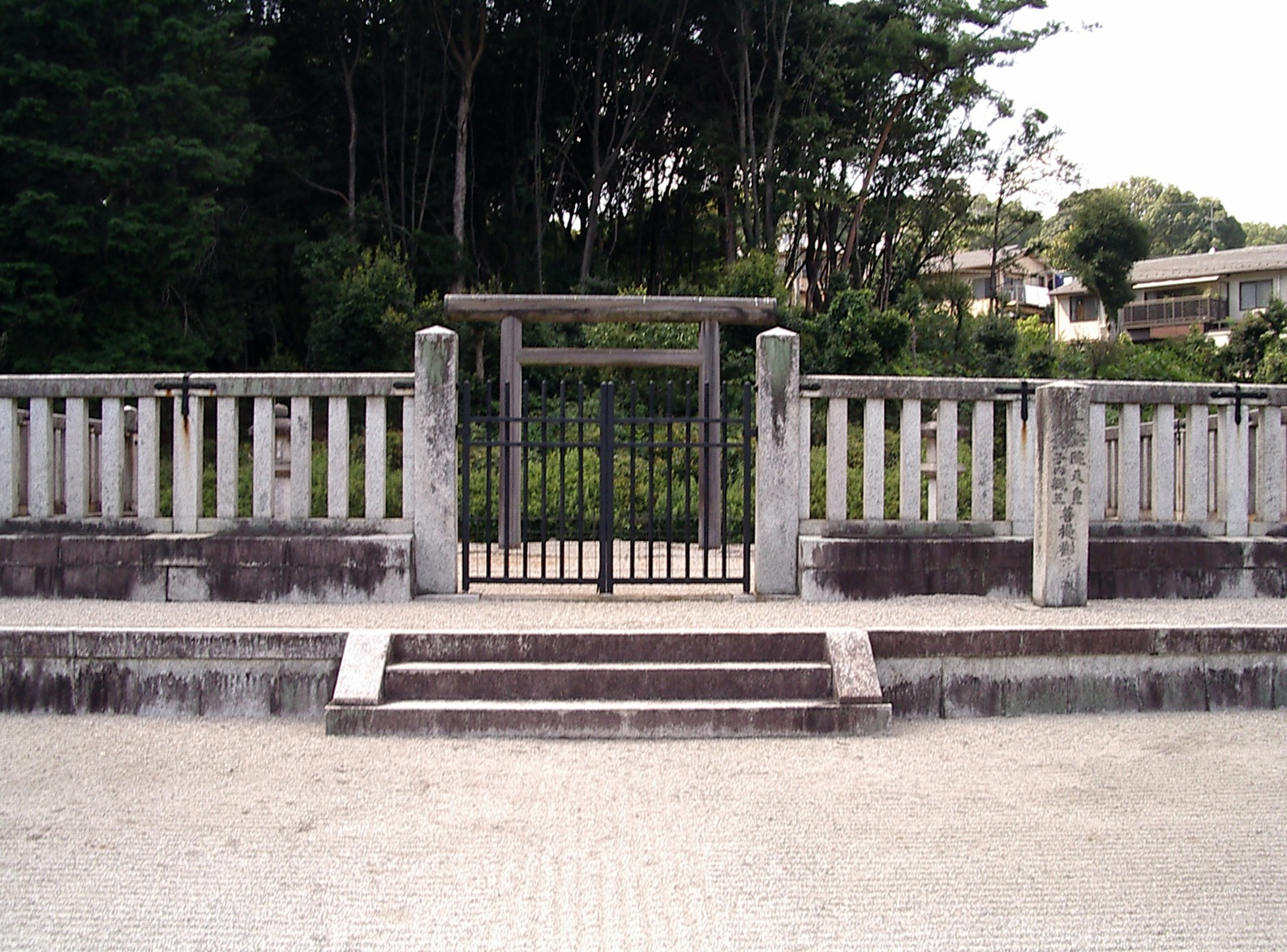
Tumba del Emperador Go-Ichijō y una de sus hijas en Kioto.

En 1016, el Príncipe Imperial Atsuhira asume el trono a la edad de ocho años, tras la abdicación de su primo segundo, el Emperador Sanjō. Es nombrado como Emperador Go-Ichijō.
Debido a su condición de infante, los asuntos administrativos eran encargados por Fujiwara no Michinaga, quien actuaba como sesshō (regente).
Fallece repentinamente en 1036, a la edad de 27 años. Es sucedido por su hermano menor, el Emperador Go-Suzaku.

## Kugyō
Kugyō (公卿) es el término colectivo para los personajes más poderosos y directamente ligados al servicio del emperador del Japón anterior a la restauración Meiji. Eran cortesanos hereditarios cuya experiencia y prestigio les había llevado a lo más alto del escalafón cortesano.
- Kanpaku:
- Daijō Daijin:
- Sadaijin:
- Udaijin:
- Nadaijin:
- Dainagon:

## Eras
- Chōwa (1012 – 1017)
- Kannin (1017 – 1021)
- Jian (1021 – 1024)
- Manju (1024 – 1028)
- Chōgen (1028 – 1037)